# Anomala polygona
Anomala polygona är en skalbaggsart som beskrevs av Bates 1888. Anomala polygona ingår i släktet Anomala och familjen Rutelidae. Inga underarter finns listade i Catalogue of Life.